# Шишков, Юрий Фёдорович
Юрий Фёдорович Шишков (англ. Yuriy Shishkov) — американский гитарный мастер белорусского происхождения, гитарист.

## Биография
Родился в Ленинграде. Жил в Гомеле.
В 1990 году эмигрировал в США.
С середины 1991 года работал в фирме Washburn. Первое время отстраивал гитары, потом стал непосредственно создавать их. Ещё под маркой Washburn сделал гитару по заказу Джимми Пейджа, в дальнейшем выполнил инструменты для таких музыкантов, как Даймбэг Даррелл, Роберт Плант, Пол Стенли, Бадди Гай, Дженнифер Баттен, Нуну Беттанкур. С 2000 г. мастер фирмы Fender.
По словам самого Шишкова,

Я сделал свою первую гитару в 1986 году, и это была копия Fender Stratocaster. Именно такую гитару я всегда хотел иметь, но видел только на картинках, и у меня не было возможности подержать её в руках. Когда я закончил эту гитару, я был очень впечатлён своим творением, и, как я говорил ранее, люди стали просить меня сделать для них такие же. Я открыл маленькую мастерскую и стал делать гитары в своём погребе. Это было очень маленькое помещение, предназначенное для хранения овощей зимой, и совершенно непригодное для какой-либо работы с деревом, да и вообще для любой работы.